# George Reid
Sir George Reid (ur. 25 lutego 1845 w Johnstone, zm. 12 września 1918 w Londynie) – australijski prawnik i polityk, od sierpnia 1904 do lipca 1905 premier Australii.

## Życiorys

### Kariera w Nowej Południowej Walii
Choć urodził się i spędził pierwsze lata życia w Szkocji, jego rodzice przenieśli się do Nowej Południowej Walii, gdy był jeszcze nastolatkiem. Po ukończeniu prawa w Melbourne, wrócił do Sydney i podjął pracę jako urzędnik kolonialnego wymiaru sprawiedliwości. W 1879 podjął praktykę adwokacką, a rok później został wybrany do legislatury kolonii, w której zasiadał nieprzerwanie przez 21 kolejnych lat. W 1894 stanął na czele Partii Wolnego Handlu, zostając jednocześnie premierem Nowej Południowej Walii. Funkcję tę pełnił do 1899.

### Kariera na szczeblu federalnym
Po powstaniu zjednoczonej Australii w 1901 został wybrany do parlamentu federalnego jako reprezentant okręgu Sydney Wschodnie. Tuż po ukonstytuowaniu się nowego parlamentu Reid został wybrany pierwszym w historii Australii liderem opozycji. Utrzymał to stanowisko po wyborach w 1903, a rok później, gdy upadł laburzystowski rząd Chrisa Watsona, został premierem Australii. Jego rząd miał charakter mniejszościowy, więc Reid od początku zdawał sobie sprawę, że będzie rządził tylko do chwili, gdy skłócona opozycja zewrze szeregi i obali go. Dlatego też jego gabinet, świadom swej tymczasowości, raczej administrował niż rządził i przetrwał niespełna rok.
W 1910 Reid postanowił wycofać się z czynnej polityki i zrezygnował z kandydowania w kolejnych wyborach. Objął stanowisko wysokiego komisarza Australii w Londynie, które przyniosło mu dużą popularność wśród brytyjskiej opinii publicznej. W 1916 zakończył swą misję dyplomatyczną i zapragnął wrócić do parlamentu, ale tym razem brytyjskiego (instytucja obywatelstwa Australii wówczas nie istniała – wszyscy mieszkańcy tego kraju byli obywatelami brytyjskimi, ze wszystkimi wynikającymi z tego konsekwencjami). Wygrał wybory do Izby Gmin w jednym z okręgów na terenie stolicy. Okres jego kadencji parlamentarnej przypadł na lata I wojny światowej, wobec czego Reid starał się być głosem biorących udział w wojnie dominiów. Zmarł nagle w 1918.